# Арваг

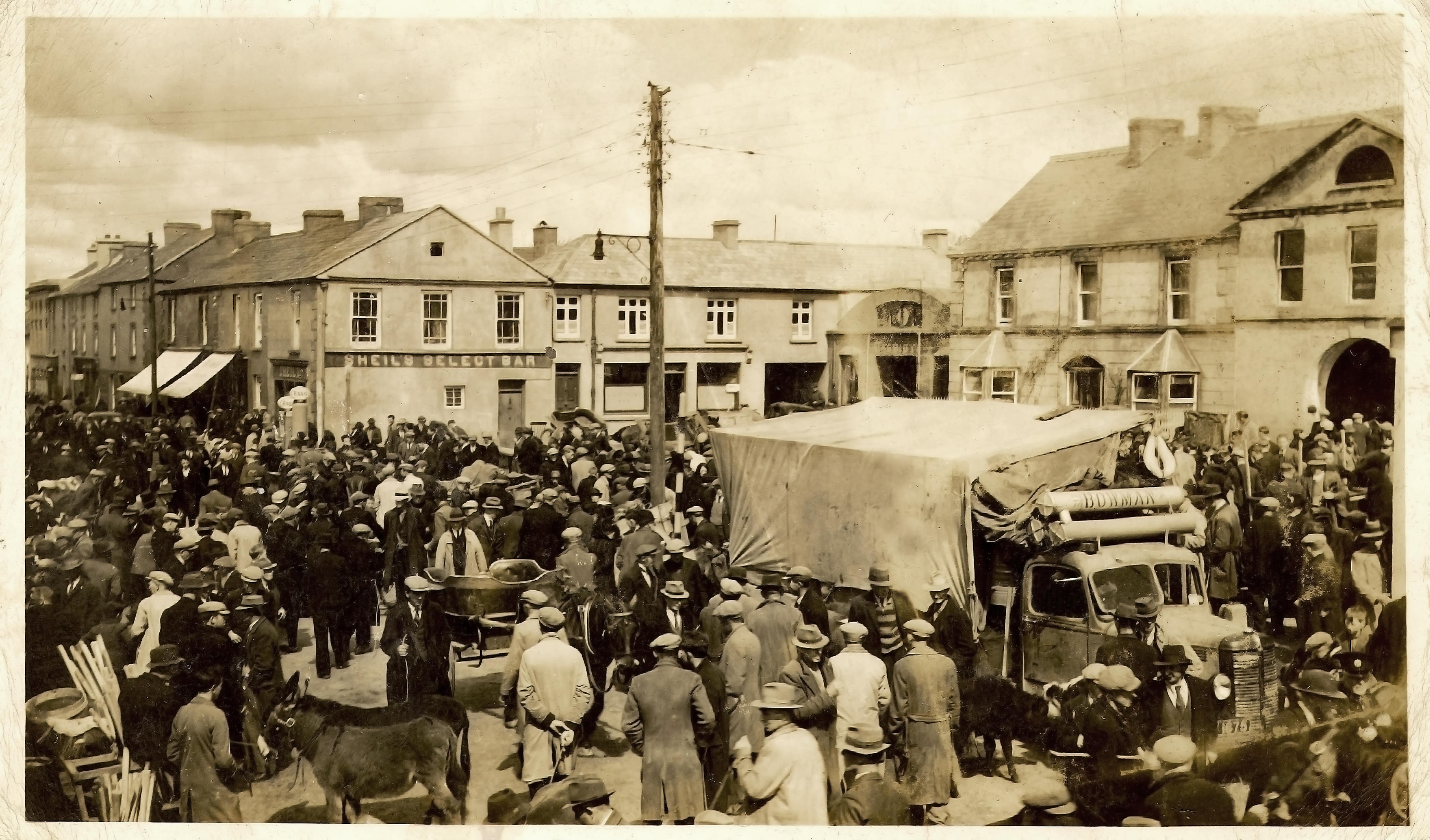
Арва на ярмарковий день (1940-ті)

Арваг,  або Арва — село в графстві Каван, Ірландія, на березі Гарті Лох і над горою Брус.  Знаходиться на перехресті регіональних доріг Р198 і Р203 .
Воно розташоване у центрі пояса драмлінів на кордоні графств Лонгфорд і Літрім. Село розташоване близько 3 км на південний схід від трьох точок, де зустрічаються три провінції Ольстер, Ленстер і Коннахт. 
Станом на 2016 рік у селі проживало 411 осіб 

## Історія
У 1841 році, коли за переписом 1841 року населення було 69, у селі було чотири шинки, а щомісячні ярмарки мали велике значення для місцевої торгівлі.
Árṁaċ, або Ármhach (що означає «поле бою» або «місце бійні»), виникло тому, що Арвах знаходиться на кордоні 3 графств і провінцій: Лейтрім, Лонгфорд і Каван (Коннет, Ленстер і Ольстер). Королівські сім'ї цих графств билися в Арваг, і в результаті багато загинуло, отже, "Місце бійні". У 1836 році Арва був записаний Джоном О'Донованом як Airbheach, «підрозділ». Під описовими позначками було вказано, що «Місто Арваг невелике...Слово Арваг походить від скелястого місця на прилеглій території міста, на якому побудований деспансер, що означає місце крові або бійні» 

## Події
Щороку в селі проходить сільськогосподарська виставка Arvagh Agricultural Show. «Фестиваль 3 провінцій» також проходить тут протягом 10 днів з останніх вихідних липня до перших вихідних серпня. Фестиваль включає музичні, театральні, комедійні, мистецькі, конкурси та інші заходи.

## Демографія
Площа в Статутних акрах становить 17 074. У 1861 році населення Арва складало 6 294 особи. У 1871 році населення Арвага становило 5777 осіб. У 1881 році це число впало до 5606  У 1891 році населення становило 4912. У 1901 році населення становило 4381  У 1911 році населення становило 3994 

## Транспорт

### Автобус
Whartons Travel керує автобусним маршрутом 975 від імені Національного транспортного управління. Він обслуговує село шість разів на день (окрім неділі), надаючи послуги до Лонгфорда через Драмліш і Каван. Автобус Éireann, маршрут 465, ( Каррігаллен - Кіллашандра - Каван ) обслуговує село у вівторок.

### Залізниця
Залізнична станція Arva Road на колишній гілці Killashandra була найближчою станцією до Arvagh. Нині автобусний маршрут 975 забезпечує сполучення з залізничною станцією Лонгфорд.

## Рибалка
У районі Арва є численні місця для риболовлі, такі як Гарті-Лох, Холлібенк-Лейк, Гулладу-Лейк, Гуінікен-Лейк і Рокфілд-Лейк. Міжнародний рибальський фестиваль Arvagh проходить в Arvagh кожного вересня.

## Спорт
Arva St Patrick's - місцевий клуб гельської атлетичної асоціації.